# Luke Freeman
Luke Anthony Freeman (ur. 22 marca 1992 w Dartford) – angielski piłkarz występujący na pozycji pomocnika w Sheffield United.